# Dandagaun (Jajarkot)
Dandagaun (nep. डाँडागाउँ) – gaun wikas samiti w zachodniej części Nepalu w strefie Bheri w dystrykcie Jajarkot. Według nepalskiego spisu powszechnego z 2001 roku liczył on 1047 gospodarstw domowych i 5797 mieszkańców (2837 kobiet i 2960 mężczyzn).